# Venomous Concept
Venomous Concept es una banda de hardcore punk. El nombre es un juego de palabras en relación con el también grupo de hardcore punk Poison Idea, además de ser un acto de tortura japonés.

## Historia
La historia de Venomous Concept se remonta a 1989 cuando Shane Embury y Kevin Sharp fueron por primera vez a Nueva York y el grupo Napalm Death les pidió que formaran parte de la banda para que tocaran en los festivales de música y artes por el aniversario de la ciudad, los cuales se realizaban semanalmente en el legendario CBGB. Su amistad comenzó a la vuelta de St. Marks Pizza Parlor.
En febrero de 2004, Kevin pasó a ser el conductor de la gira de Napalm Death en The Art of Noise tour con Nile, Strapping Young Lad, Dark Tranquillity y The Berzerker. Shane y Kevin perdieron el contacto con el correr de los años, pero "entre algunas cervezas, pizzas y viejos clásicos en vinilo de Poison Idea, Black Flag y Systematic Death" renovaron su amistad y decidieron formar una banda juntos. Shane Embury recuerda: 

«Napalm estaba de gira con Nile y cuando el chófer tuvo que abandonar, Kevin Sharpe, quien canto para los Brutal Truth, tuvo que hacerlo. Terminé yendo de vuelta a Chicago con él y me dijo, "Oye, ¿cómo es que nunca hemos estado juntos en una banda? A ambos nos encantaba el punk de mitad de los 80's", ambos amabamos a Poison Idea y Black Flag, así que era el punto de partida.»

Reclutaron a Buzz Osborne, de The Melvins, como guitarra y a Danny Herrera de Napalm Death en la batería y grabaron su álbum debut Retroactive Abortion de 2004, con el sello Ipecac Recordings de Mike Patton.

## Miembros actuales

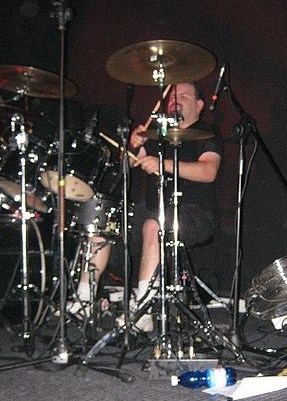
Danny Herrera, baterista de Venomous Concept

- Shane Embury (Napalm Death) - Guitarra
- Danny Herrera (Napalm Death) - Batería
- Kevin Sharp (Brutal Truth, Primate) - Voz
- Danny Lilker (Brutal Truth) - Bajo

## Antiguos miembros
- Buzz Osborne (The Melvins, Fantômas) - Guitarra

## Discografía
- Retroactive Abortion (2004)
- Split 7" con 324
- Split 7" con Blood Duster
- Poisoned Apple (2008)
- Kick Me Silly - VC III